# Passaporto (album)
Passaporto è un album in studio del cantautore italiano Gatto Panceri, pubblicato nel 2006.

## Tracce
1. Prendimi
2. Nido
3. Respirarti
4. Ruvida
5. Se questo è vivere
6. È solo musica
7. Vie
8. Passaporto
9. Di ogni uomo ma non di me
10. Gioia
11. Che cos'è che mi porta
12. Nebbia trasparente

## Formazione
- Gatto Panceri – voce, cori
- Umberto Ferraro – programmazione
- Massimo Varini – chitarra acustica, chitarra elettrica
- Marco Mariniello – basso
- Diego Corradin – batteria
- Elvezio Fortunato – chitarra acustica, mandolino, chitarra elettrica
- Giuliano Boursier – tastiera, programmazione, pianoforte, organo Hammond